# Шустер, Альфредо Ильдефонсо
Блаженный Альфре́д(о) Ильдефо́нс(о) Шу́стер (итал. Alfredo Ildefonso Schuster; 18 января 1880, Рим, Италия — 30 августа 1954, Венегоно-Инфериоре, Милан, Италия) — блаженный Римско-католической Церкви, итальянский кардинал. Архиепископ Милана с 26 июня 1929 по 30 августа 1954. Кардинал-священник с 15 июля 1929, с титулом церкви Санти-Сильвестро-э-Мартино-ай-Монти с 18 июля 1929.

## Биография
Альфредо Людовико Шустер родился в Риме 18 января 1880 года в немецкой семье выходцев из Баварии и Южного Тироля. В 1898 году вступил в монашеский орден бенедиктинцев. В 1903 году получил научную степень доктора философии и теологии. 19 марта 1904 года был рукоположён в священника в Латеранской базилике. 
26 июня 1929 года был номинирован в архиепископа Милана. Принёс присягу верности перед итальянским королём Виктором Эммануилом III как первый епископ, подписавший конкордат между итальянским государством и Ватиканом. 21 июля 1929 года Альфредо Ильдефонсо Шустер был рукоположён римским папой Пием XI в Сикстинской капелле. 
Участник Конклава 1939 года. 
Умер 30 августа 1954 года в семинарии возле Милана и был похоронен в Миланском кафедральном соборе. Похоронами руководил патриарх Венеции Анджело Джузеппе Ронкалли, будущий римский папа Иоанн XXIII.

## Прославление
Процесс беатификации начался в 1957 году, через три года после смерти Альфредо Идельфонсо Шустера. 12 мая 1996 года был причислен к лику блаженных римским папой Иоанном Павлом II.

## Источник

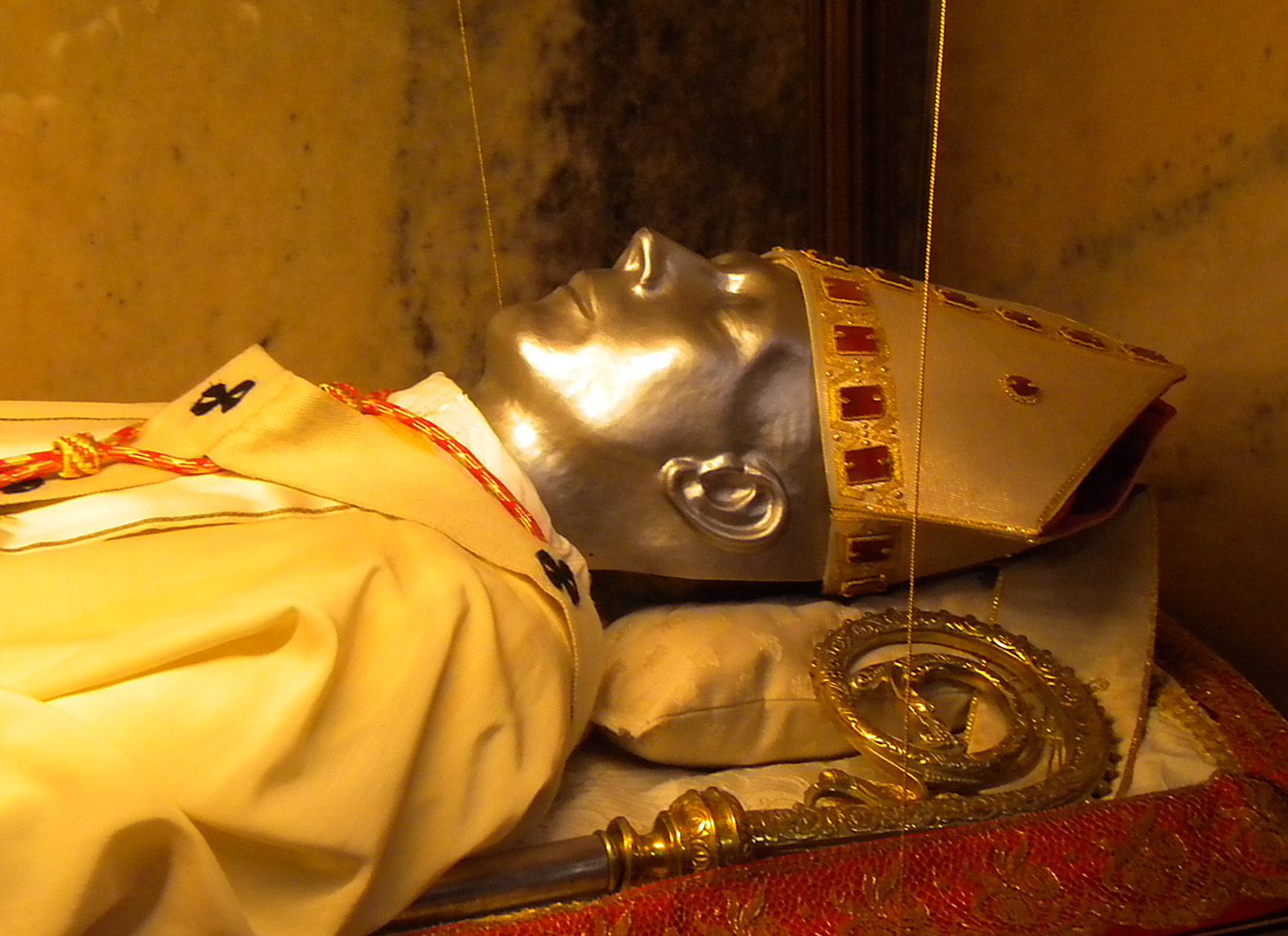
Мощевик с телом блаженного Альфредо Шустера

- Chadwick, Owen. 1988. Britain and the Vatican During the Second World War. New York: Cambridge University Press.
- Farrell, Nicholas. 2005. Mussolini: A New Life. Phoenix: Sterling Publishing Company, Inc.
- Lee, Stephen J. 2000. European Dictatorships, 1918—1945. New York: Routledge.